# Dioplosyllis lagunae
Dioplosyllis lagunae är en ringmaskart som först beskrevs av Hartman 1961.  Dioplosyllis lagunae ingår i släktet Dioplosyllis och familjen Syllidae. Inga underarter finns listade i Catalogue of Life.